# Moḩammadābād (ort i Hamadan, lat 34,25, long 48,30)
Moḩammadābād (persiska: مُحَمَّدابادِ چولَك, مُحَمَّد آباد, Moḩammadābād-e Chūlak, محمّدآباد) är en ort i Iran.   Den ligger i provinsen Hamadan, i den nordvästra delen av landet, 300 km sydväst om huvudstaden Teheran. Moḩammadābād ligger 1 551 meter över havet och antalet invånare är 174.
Terrängen runt Moḩammadābād är platt åt sydväst, men åt nordost är den kuperad.Runt Moḩammadābād är det ganska tätbefolkat, med 124 invånare per kvadratkilometer. Närmaste större samhälle är Nahāvand, 8,9 km sydost om Moḩammadābād. Trakten runt Moḩammadābād består till största delen av jordbruksmark.